# Suaeda articulata
Suaeda articulata  es una especie de planta con flor, halófita, de la familia de las Amaranthaceae. Es endémica del sur de África.

## Descripción
Es un arbusto enano de 3 a 8 dm de altura. Se distribuye por Namibia y Botsuana.

## Taxonomía
Suaeda articulata fue descrito por Paul Aellen  y publicado en Mitt. Bot. Staatssamml. München 4: 29 1961.
Etimología
Suaeda: nombre genérico que proviene de un antiguo nombre árabe para la especie Suaeda vera y que fue asignado como el nombre del género en el siglo XVIII por el taxónomo Peter Forsskal.
articulata: epíteto latino  que significa "articulada.